# Benoît Tréluyer

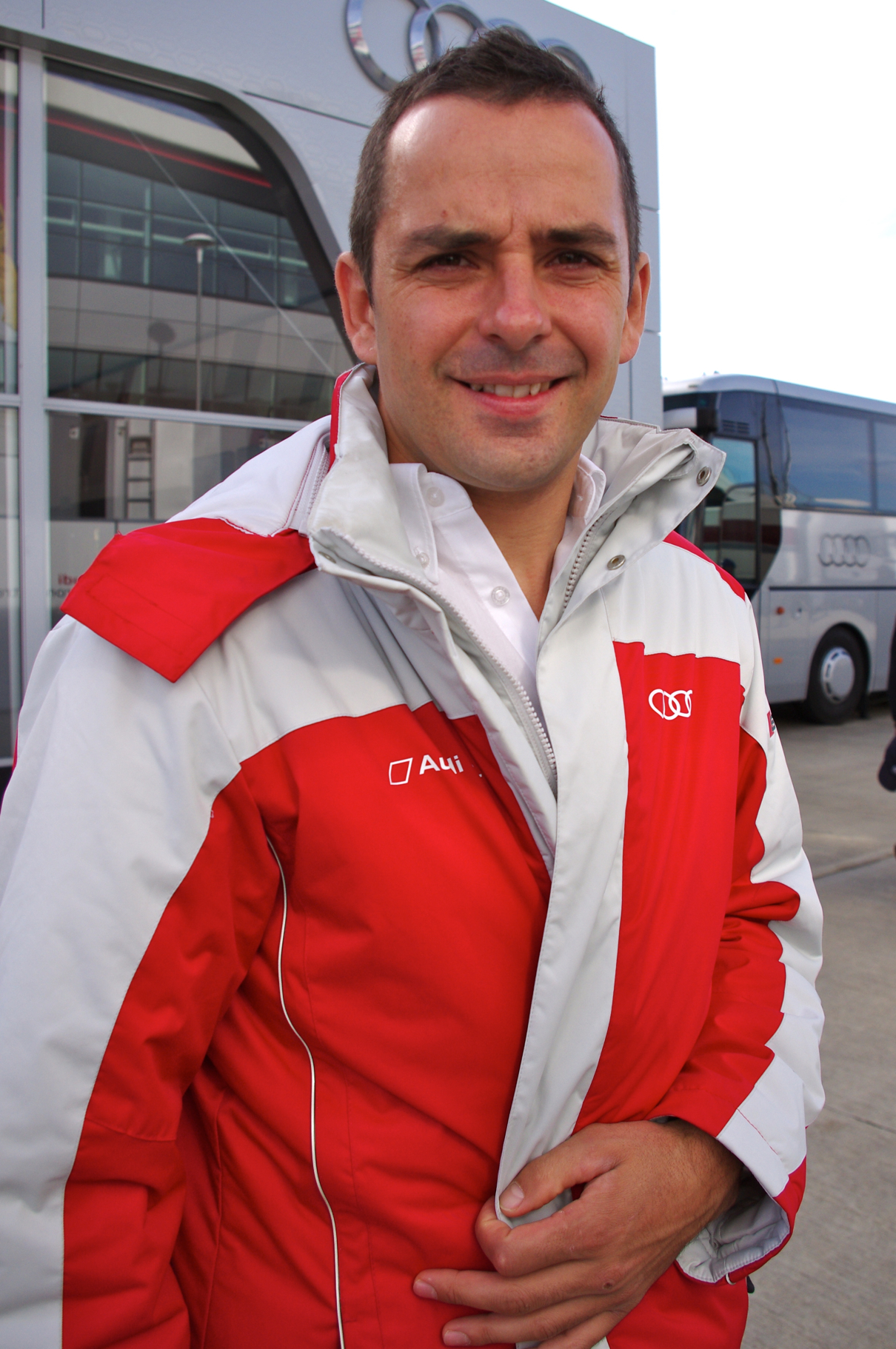
Benoît Tréluyer 2013

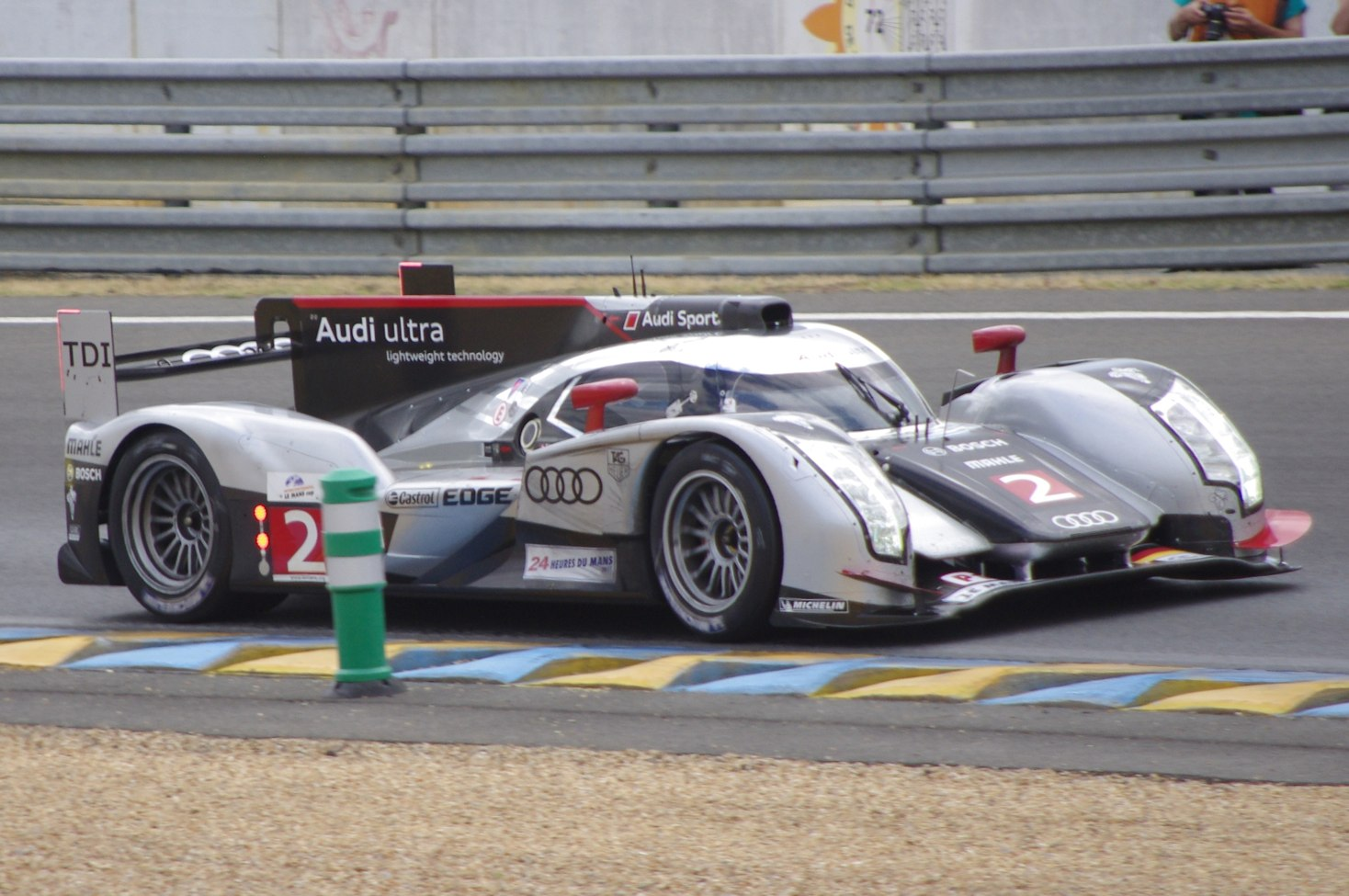
Der von Benoît Tréluyer beim 24-Stunden-Rennen von Le Mans 2011 gefahrene Audi R18

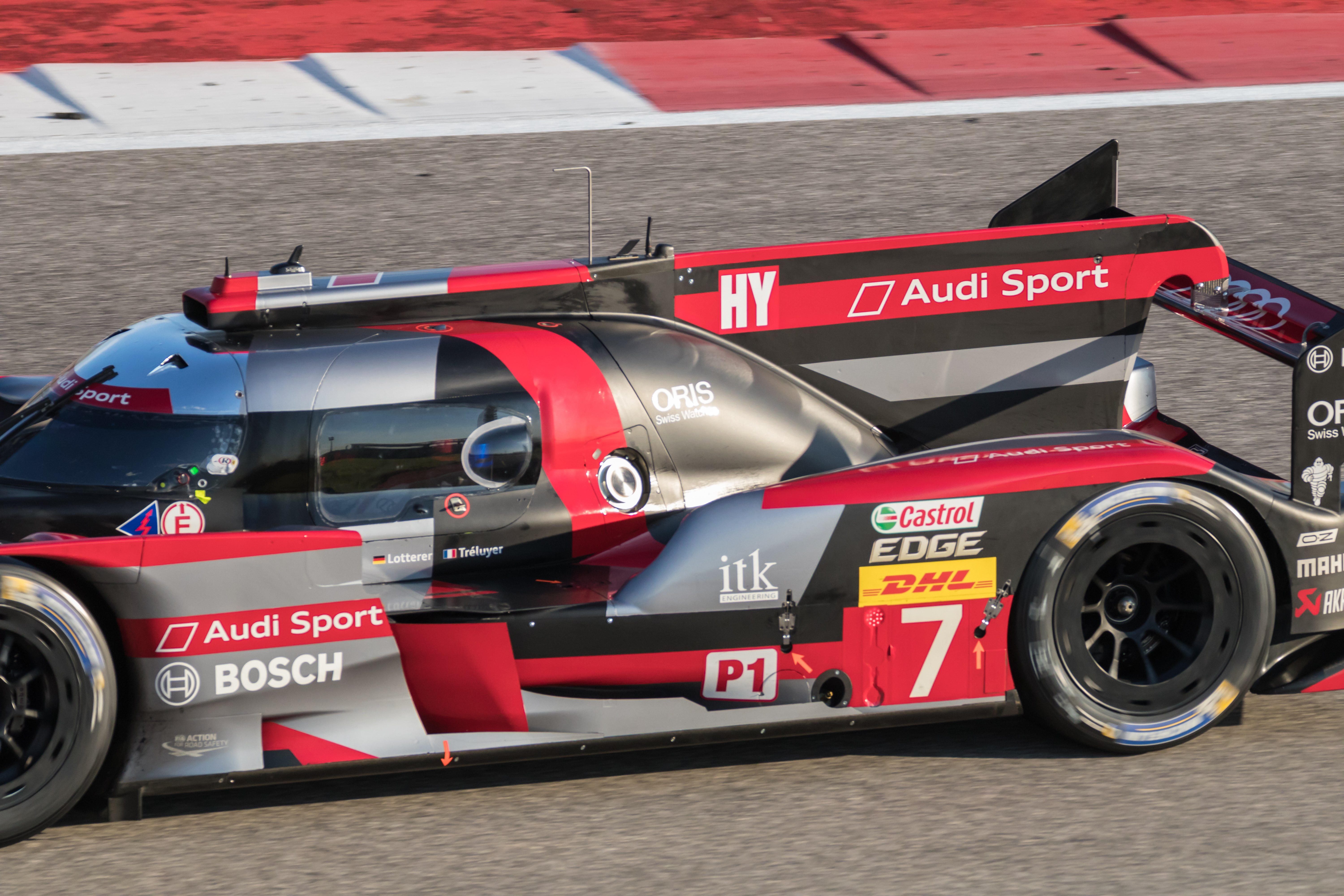
Im Audi R18 RP6, beim 6-Stunden-Rennen von Austin 2016

Benoît Tréluyer (* 7. Dezember 1976 in Alençon) ist ein ehemaliger französischer Automobilrennfahrer.

## Karriere

### Anfänge im Motorsport
Benoît Tréluyer begann seine Laufbahn 1983 als Motocross-Fahrer und blieb dieser Sportart bis 1989 treu. Daraufhin wechselte er in den Kartsport, den er von 1990 bis 1994 ausübte. 1995 gelang ihm mit der Teilnahme an der französischen Formel Campus der Aufstieg in den Monoposto-Bereich. In den Jahren '96 und '97 trat er in der französischen Formel-Renault-Meisterschaft an, wo er in der zweiten Saison einen Rennsieg feiern konnte.

### Formel 3
1998 stieg Tréluyer in die Französische Formel 3 ein und erzielte, für Signature fahrend, eine Pole-Position und den neunten Gesamtrang. Außerdem bestritt er für das Team ein Rennen im britischen Championat. Das darauffolgende Jahr verbrachte er erneut in der französischen Formel 3 sowie bei Signature und wurde mit zwei Siegen, zwei Pole-Positions und acht weiteren Podiumsplatzierungen Gesamtdritter. Darüber hinaus gewann er, von der Pole-Position startend, den Europäischen Formel-3-Cup in Pau und wurde Dritter beim Korea Super Prix. Im Jahr 2000 wechselte er in die Japanische Formel-3-Meisterschaft zu Team Inging und erreichte mit einem Sieg, einer Pole-Position sowie zwei weiteren Podiumsergebnissen den fünften Rang im Gesamtklassement. Zudem beendete er das Zandvoort Formel-3-Masters als Vierter. 2001 gewann er, für Dome Project antretend, mit 16 Siegen, 14 Pole-Positions und insgesamt 19 Podestplatzierungen in 20 Rennen überlegen die japanische Formel 3 und sammelte außerdem erste Erfahrungen in der japanischen GT-Meisterschaft (ein Podium). Beim Super Prix erzielte er wieder Platz drei, im Macau F3 Grand Prix gelang ihm der zweite Rang, nachdem er dort zwei Jahre zuvor ausgeschieden war. Im Zandvoort F3 Masters war ihm hingegen nicht so viel Glück beschieden, er wurde 24.

### Formel Nippon, Super GT und 24 h von Le Mans
2002 kam Tréluyer zu ersten Einsätzen in der Formel Nippon, darüber hinaus setzte er seine unregelmäßigen Auftritte in der All-Japan-GT-Meisterschaft fort. Außerdem trat er bei den 24 Stunden von Le Mans in der GTS-Klasse an und wurde Dritter. Diese Kombination sollte auch in den kommenden Jahren seine Karriere prägen. 2003 war er erstmals Vollzeit in den beiden japanischen Topkategorien engagiert und beendete, jeweils bei Team Impul unter Vertrag stehend, die Formel Nippon mit zwei Siegen als Vizemeister und die GT-Serie mit ebenfalls zwei Rennerfolgen als Siebter. 2004 musste Tréluyer trotz erneut zweier Siege in der F. Nippon mit Platz vier vorliebnehmen, in der GT-Serie reichte es mit einem Erfolg nur zum elften Gesamtrang. In Le Mans startete er dieses Mal in der LMP1-Klasse und wurde Vierter. 2005 stand ein Sieg und der sechste Gesamtrang in der Formel Nippon zu Buche, in der Super GT platzierte er sich ebenfalls.
In der Saison 2006 wurde Tréluyer schließlich mit vier Siegen Formel Nippon-Meister, der Gewinn des prestigeträchtigen 1000-km-Rennens von Suzuka („Pokka 1000 km“) bescherte ihm zudem Gesamtplatz acht in der Super-GT-Meisterschaft. 2007 verpasste er mit Gesamtrang zwei knapp die Titelverteidigung in der Formel Nippon, in der Super GT spielte er keine Rolle im Vorderfeld der Gesamtwertung; bei seinem Le-Mans-Comeback sprang der dreizehnte Platz (Sechster in der LMP1-Wertung) heraus. 2008 erlebte er als Meisterschaftsachter eine enttäuschende Saison in der Formel Nippon, konnte dafür aber mit drei Siegen zusammen mit Satoshi Motoyama erstmals die Super-GT-Serie gewinnen, wobei sich vermutlich der Wechsel zum NISMO-Team bezahlt machte. Die 24 Stunden von Le Mans beendete er als Siebter. Im Jahr 2009 startete Tréluyer ebenfalls in diesen drei Kategorien an; in der Formel Nippon wurde er mit einem Rennsieg zum dritten Mal Vizemeister, in der Super GT erreichte er als zweifacher Laufsieger Gesamtplatz 4 und in Le Mans hatte er einen Ausfall zu verzeichnen.
Im Jahr 2010 absolvierte er erstmals seit 2001 keine Rennen in der Formel-Nippon-Meisterschaft mehr, trat aber nach wie vor in der Super-GT-Serie an und beendete die Saison mit zwei Podiumsplätzen auf Rang sieben. Außerdem verbuchte er sein bisher bestes Ergebnis in Le Mans, einen zweiten Platz mit dem Audi Sport Team Joest. Darüber hinaus nahm Tréluyer für Joest an je einem Rennen der American Le Mans Series und der Le Mans Series teil.
Das 24-Stunden-Rennen von Le Mans im Jahr 2011 konnte er nach zwei schweren Unfällen innerhalb des Teams (Allan McNish #3 und Mike Rockenfeller #1) mit seinen Fahrerkollegen Marcel Fässler und André Lotterer auf dem einzig verbliebenen Audi R18 knapp vor drei Peugeot 908 gewinnen. Auch 2012 und 2014 gewann er in Le Mans die Gesamtwertung.
Nach dem Ende des Audi-Engagements in Le Mans wechselte er 2017 in die italienische GT-Meisterschaft.

## Sonstiges
Benoît Tréluyer hat in seiner Laufbahn bereits mehrere spektakuläre Unfälle überstanden. So ereignete sich 2007 während eines Formel-Nippon-Rennens in Suzuka eine Kollision auf der Crossover-Geraden, infolge derer sein Bolide in der Mitte auseinandergerissen wurde, er aber keine ernsten Verletzungen erlitt. Während der 24 Stunden von Le Mans 2009 schlug der von ihm gefahrene Peugeot 908 HDi FAP nach dem Dunlop-Bogen hart in die Streckenbegrenzung ein und wurde in der Folge durch die Luft geschleudert, er konnte dem Wrack jedoch unverletzt entsteigen.

## Statistik

### Le-Mans-Ergebnisse
| Jahr | Team                  | Fahrzeug                    | Teamkollege              | Teamkollege        | Platzierung | Ausfallgrund |
| ---- | --------------------- | --------------------------- | ------------------------ | ------------------ | ----------- | ------------ |
| 2002 | Equipe de France FFSA | Chrysler Viper GTS-R        | Jean-Philippe Belloc     | Jonathan Cochet    | Rang 14     |              |
| 2004 | Pescarolo Sport       | Pescarolo C60               | Soheil Ayari             | Érik Comas         | Rang 4      |              |
| 2007 | Pescarolo Sport       | Pescarolo 01                | Harold Primat            | Christophe Tinseau | Rang 13     |              |
| 2008 | Pescarolo Sport       | Pescarolo 01                | Harold Primat            | Christophe Tinseau | Rang 7      |              |
| 2009 | Pescarolo Sport       | Peugeot 908 HDi FAP         | Jean-Christophe Boullion | Simon Pagenaud     | Ausfall     | Unfall       |
| 2010 | Audi Sport Team Joest | Audi R15 TDI                | Marcel Fässler           | André Lotterer     | Rang 2      |              |
| 2011 | Audi Sport Team Joest | Audi R18                    | Marcel Fässler           | André Lotterer     | Gesamtsieg  |              |
| 2012 | Audi Sport Team Joest | Audi R18 e-tron quattro     | Marcel Fässler           | André Lotterer     | Gesamtsieg  |              |
| 2013 | Audi Sport Team Joest | Audi R18 e-tron quattro     | Marcel Fässler           | André Lotterer     | Rang 5      |              |
| 2014 | Audi Sport Team Joest | Audi R18 e-tron quattro     | Marcel Fässler           | André Lotterer     | Gesamtsieg  |              |
| 2015 | Audi Sport Team Joest | Audi R18 E-Tron Quattro RP5 | Marcel Fässler           | André Lotterer     | Rang 3      |              |
| 2016 | Audi Sport Team Joest | Audi R18 RP6                | Marcel Fässler           | André Lotterer     | Rang 4      |              |

### Sebring-Ergebnisse
| Jahr | Team                  | Fahrzeug                | Teamkollege    | Teamkollege    | Platzierung | Ausfallgrund |
| ---- | --------------------- | ----------------------- | -------------- | -------------- | ----------- | ------------ |
| 2012 | Audi Sport Team Joest | Audi R18 TDI            | André Lotterer | Marcel Fässler | Rang 15     |              |
| 2013 | Audi Sport Team Joest | Audi R18 e-tron quattro | Oliver Jarvis  | Marcel Fässler | Gesamtsieg  |              |

### Einzelergebnisse in der FIA-Langstrecken-Weltmeisterschaft
| Saison | Team                  | Rennwagen          | 1   | 2   | 3   | 4   | 5   | 6   | 7   | 8   | 9   |
| ------ | --------------------- | ------------------ | --- | --- | --- | --- | --- | --- | --- | --- | --- |
| 2012   | Audi Sport Team Joest | R18 e-tron quattro | SEB | SPA | LEM | SIL | SAO | BAH | FUJ | SHA |     |
| 2012   | Audi Sport Team Joest | R18 e-tron quattro | 15  | 2   | 1   | 1   | 2   | 1   | 2   | 3   |     |
| 2013   | Audi Sport Team Joest | Audi R18           | SIL | SPA | LEM | SAO | AUS | FUJ | SHA | BAH |     |
| 2013   | Audi Sport Team Joest | Audi R18           | 2   | 1   | 5   | 1   | 3   | 26  | 1   | 2   |     |
| 2014   | Audi Sport Team Joest | Audi R18           | SIL | SPA | LEM | AUS | FUJ | SHA | BAH | SAO |     |
| 2014   | Audi Sport Team Joest | Audi R18           | DNF | 5   | 1   | 1   | 6   | 4   | 4   | 5   |     |
| 2015   | Audi Sport Team Joest | Audi R18           | SIL | SPA | LEM | NÜR | AUS | FUJ | SHA | BAH |     |
| 2015   | Audi Sport Team Joest | Audi R18           | 1   | 1   | 3   | 3   | 2   | 3   | 3   | 2   |     |
| 2016   | Audi Sport Team Joest | Audi R18           | SIL | SPA | LEM | NÜR | MEX | AUS | FUJ | SHA | BAH |
| 2016   | Audi Sport Team Joest | Audi R18           | DNF | 5   | 4   |     |     | 6   | DNF | 6   | 2   |